# Eisothistos crateris
Eisothistos crateris là một loài chân đều trong họ Expanathuridae. Loài này được Kensley miêu tả khoa học năm 1976.